# Arduino Yún
Arduino Yún je v informatice název malého jednodeskového počítače založeného na mikrokontrolerech ATmega od firmy Atmel. Tato deska navazuje na Arduino Uno, na této desce dokáže běžet odlehčené jádro Linuxu (Linuo). Ve výbavě má softwarového prostředníka, který zajišťuje komunikaci mezi čipy. Je tedy velmi výkonný, obsahuje microUSB i normální USB a Ethernet port.

## Technické informace
| Mikroprocesor                    | ATmega32U4              |
| Provozní napětí (logická úroveň) | 5V                      |
| Vstupní napětí (doporučeno)      | 5V                      |
| Počet digitálních I/O pinů       | 20 pinů, z toho 7 s PWM |
| Počet analogových vstupů         | 12 pinů                 |
| Proudové zatížení na 1 pin       | 40 mA                   |
| Flash paměť                      | 32 KB                   |
| SRAM                             | 2.5 KB                  |
| EEPROM                           | 1 KB                    |
| Rychlost hodin                   | 16 MHz                  |

| Mikroprocesor                    | Atheros AR9331      |  |
| Architektura                     | MIPS                |  |
| Provozní napětí (logická úroveň) | 3.3V                |  |
| Ethernet                         | 802.3 10/100Mbit/s  |  |
| WiFi                             | 802.11b/g/n 2.4 GHz |  |
| USB typ                          | 2.0                 |  |
| RAM                              | 64 MB DDR2          |  |
| Flash paměť                      | 16 MB               |  |
| SRAM                             | 2.5 KB              |  |
| EEPROM                           | 1KB                 |  |
| Rychlost hodin                   | 400 MHz             |  |